# Rosyjska okupacja obwodu żytomierskiego
Rosyjska okupacja obwodu żytomierskiego – okupacja wojskowa, która rozpoczęła się 24 lutego 2022 roku wraz z początkiem rosyjskiej inwazji na Ukrainę. W marcu armia rosyjska zajęła niewielkie miejscowości w północnej i wschodniej części regionu, w pobliżu granic z Białorusią i obwodem kijowskim. Jednocześnie wojska rosyjskie dokonywały ostrzału Żytomierza, przez który kraje europejskie dostarczały broń do Kijowa i innych broniących się ukraińskich miast. Bombardowanie regionu miało na celu przerwanie istniejących łańcuchów dostaw.
4 kwietnia wojska rosyjskie całkowicie opuściły terytorium obwodu żytomierskiego. W czasie okupacji i ostrzałów na początku 2022 roku w obwodzie żytomierskim zginęły co najmniej 52 osoby, 94 zostały ranne, a dziesiątki budynków mieszkalnych zostało zniszczonych. Pomimo wycofania wojsk okupacyjnych Siły Zbrojne Federacji Rosyjskiej kontynuują ataki artyleryjskie, bombowe, dronowe i rakietowe, przeciwko miejscowościom w obwodzie żytomierskim, dokonując także ataków z terytorium sąsiedniej Białorusi.

## Okupacja

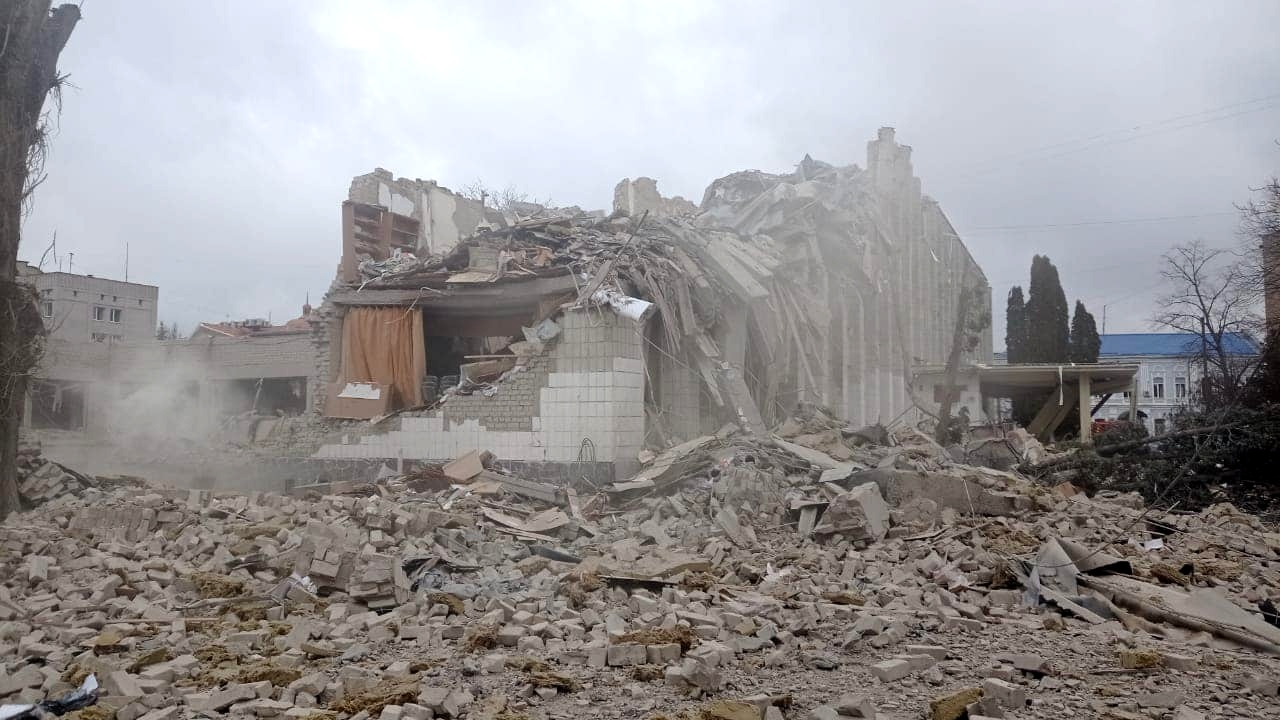
Żytomierskie Liceum nr 25 po rosyjskim ataku lotniczym, 4 marca 2022 roku

24 lutego około godziny 5:00 wojska rosyjskie zaatakowały obwód żytomierski od strony Białorusi. Region ten położony jest na zachód od obwodu kijowskiego. Przez jego terytorium do stolicy Ukrainy dostarczany był sprzęt wojskowy z państw europejskich. Głównym celem armii rosyjskiej było zamknięcie korytarza z Żytomierza do Kijowa, w tym celu region ten zaczął być regularnie ostrzeliwany. Tylko w ciągu pierwszych dwóch tygodni inwazji przeprowadzono ponad 40 ataków rakietowych i lotniczych na Żytomierz i okoliczne miejscowości. Wieczorem 6 marca w wyniku nalotów ucierpiały miejscowości Korosteń, Malin i Owrucz. 29 marca strona rosyjska poinformowała o zniszczeniu dużych składów amunicji w obwodzie żytomierskim. Ciągłe bombardowania regionu doprowadziły do ewakuacji części ludności na zachodnią Ukrainę i do krajów europejskich. Jednocześnie obwód żytomierski przyjmował uchodźców ze wschodnich części kraju.
Na początku kwietnia wojska rosyjskie wycofały się z kilku miejscowości okupowanych w pobliżu miejscowości Narodyczi na północy obwodu. 31 marca wciąż okupowane były cztery wsie położone w pobliżu Strefy Wykluczenia wokół Czarnobylskiej Elektrowni Jądrowej. 4 kwietnia gubernator obwodu żytomierskiego Witalij Buneczko ogłosił całkowite wyzwolenie obwodu spod rosyjskiej okupacji.

### Ofiary
Do końca marca w wyniku ostrzału w regionie zginęło 52 cywilów, w tym dzieci, a 94 osoby zostały ranne. Jeden z mieszkańców wsi Juriwka w wyniku rosyjskiego nalotu 8 marca stracił całą rodzinę. W ataku, w którym zrzucono dwie bomby na jego dom, zginęła jego 40-letnia żona, 14-letni syn, 19-letnia córka i dwoje rocznych wnucząt. 15 marca wioska została ponownie ostrzelana przez wojska rosyjskie, w wyniku czego zginęła jedna osoba, a kolejna został ranna.

### Zniszczenia

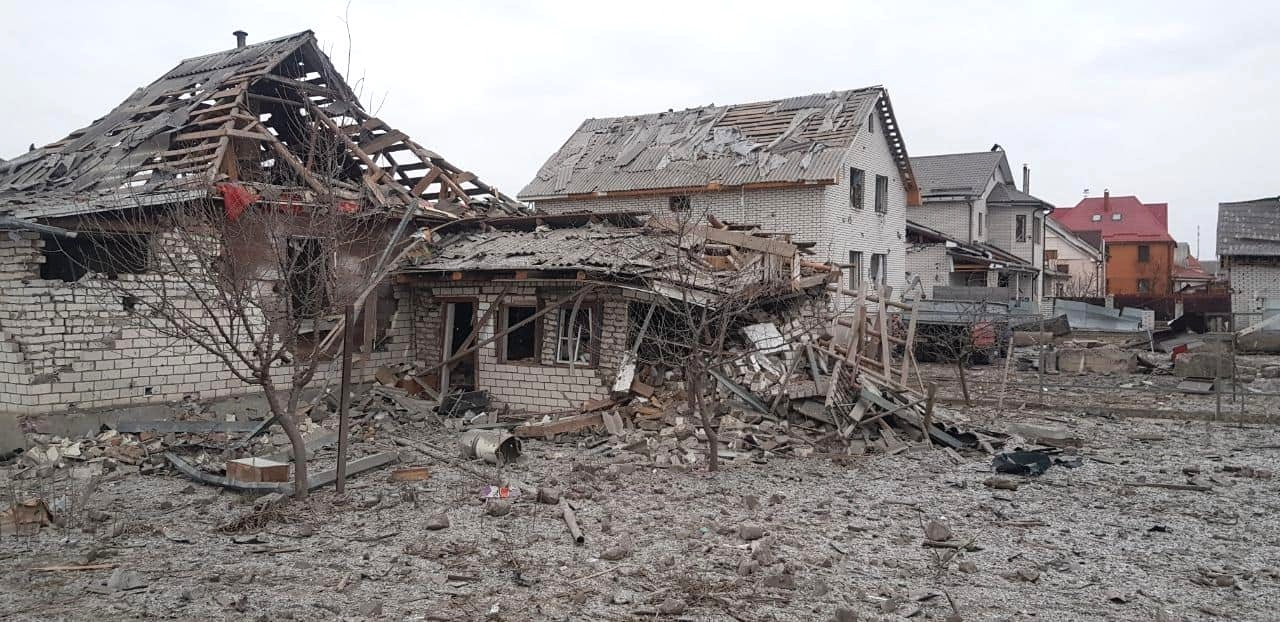
Zniszczone i uszkodzone domy mieszkalne w Owruczu, 6 marca 2022 roku

Rosyjski atak na obwód żytomierski spowodował poważne zniszczenia infrastruktury komunalnej i mieszkalnej regionu. Region ten był regularnie poddawany ostrzałom lotniczym i artyleryjskim, w tym pociskami z wieloprowadnicowych wyrzutni rakietowych BM-21 Grad. Największe zniszczenia odnotowano w pobliżu miejscowości przygranicznych – we wsiach Dawydky, Hrezla, Radcza oraz Rubeżiwka w narodyckiej hromadzie wiejskiej rejonu korosteńskiego. Według ukraińskiej prokuratury w wyniku ostrzału artyleryjskiego oraz ataków rakietowych i lotniczych zniszczonych zostało ponad 200 budynków mieszkalnych i pomieszczeń gospodarczych w tych miejscowościach, w wyniku czego stały się one niezdatne do zamieszkania i użytkowania. Znaczne zniszczenia odnotowano także we wsi Prywar w owruckiej hromadzie miejskiej.
Wśród zniszczonych budynków znajdują się również zabytki kultury. Na początku marca zniszczeniu uległa zbudowana w 1862 roku cerkiew Narodzenia Najświętszej Marii Panny we wsi Wiazówka. Uszkodzeniu uległo również wiele ważnych obiektów infrastrukturalnych, w wyniku czego mieszkańcy regularnie pozostawali bez dostaw wody i gazu. Wieczorem 8 marca wojska rosyjskie zbombardowały zakłady mieszczące się w Żytomierzu zakłady „Izowat” produkujące materiały ocieplające dla budynków.

## Galeria

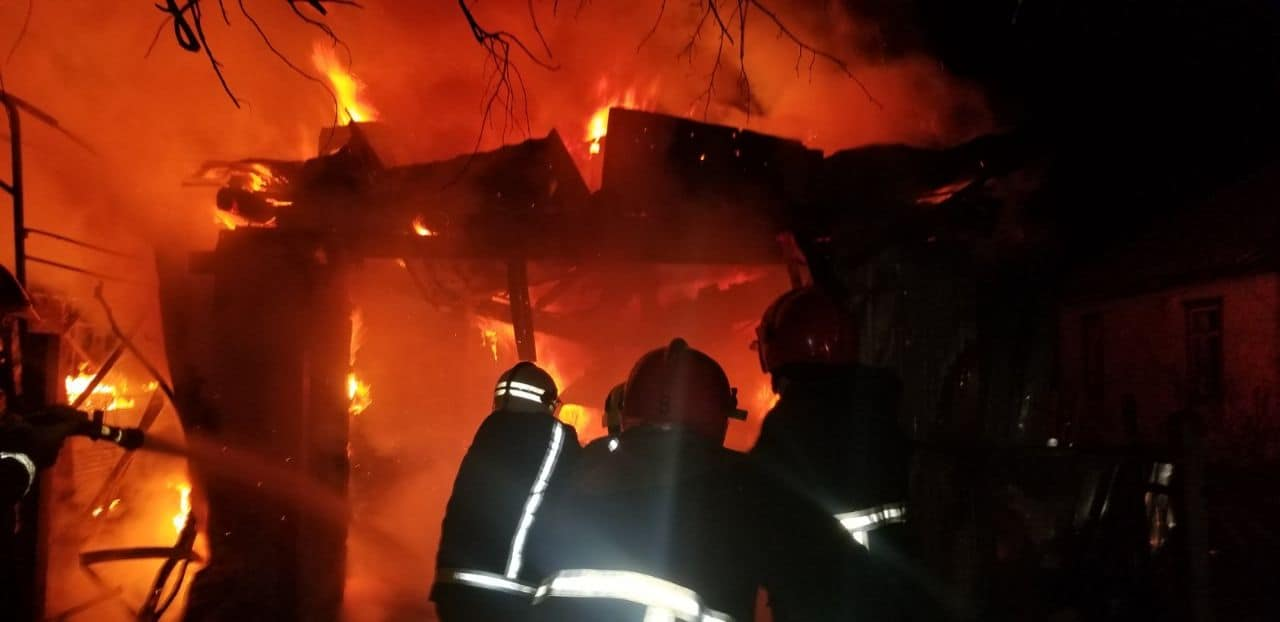
Pożar w Korosteniu po rosyjskim ataku
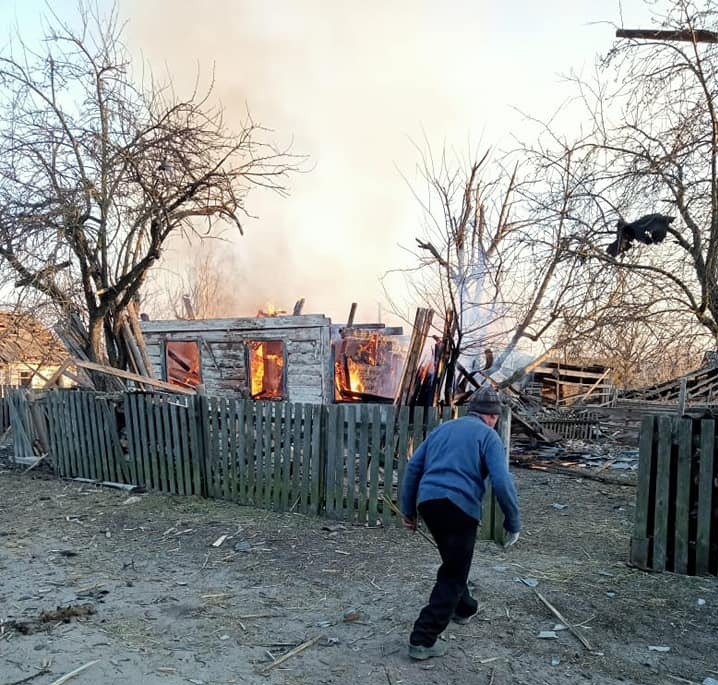
Skutki ataku z 20 marca 2022 roku w rejonie korosteńskim, w którym 3 osoby zostały ranne
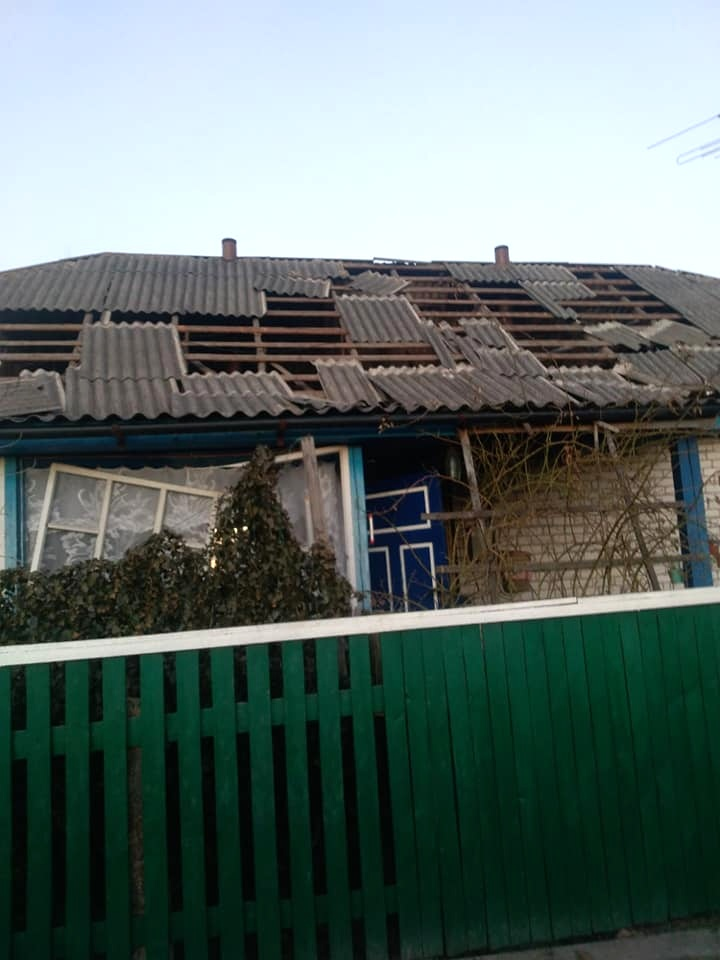
Skutki ostrzału domu w rejonie korosteńskim
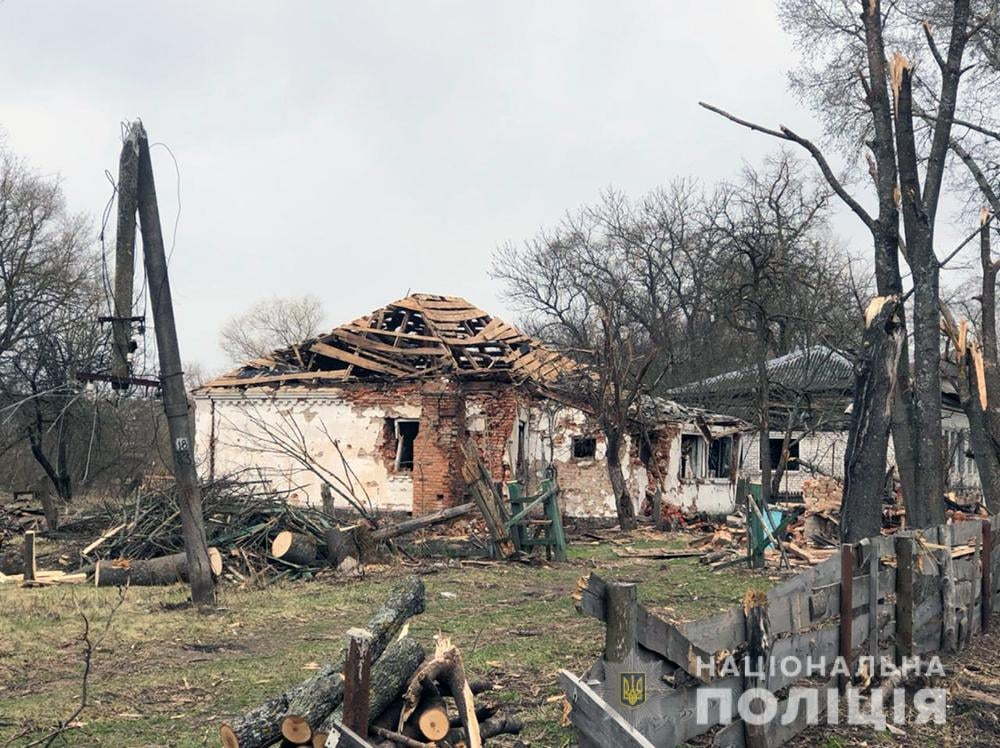
Zniszczenia w Wiazówce
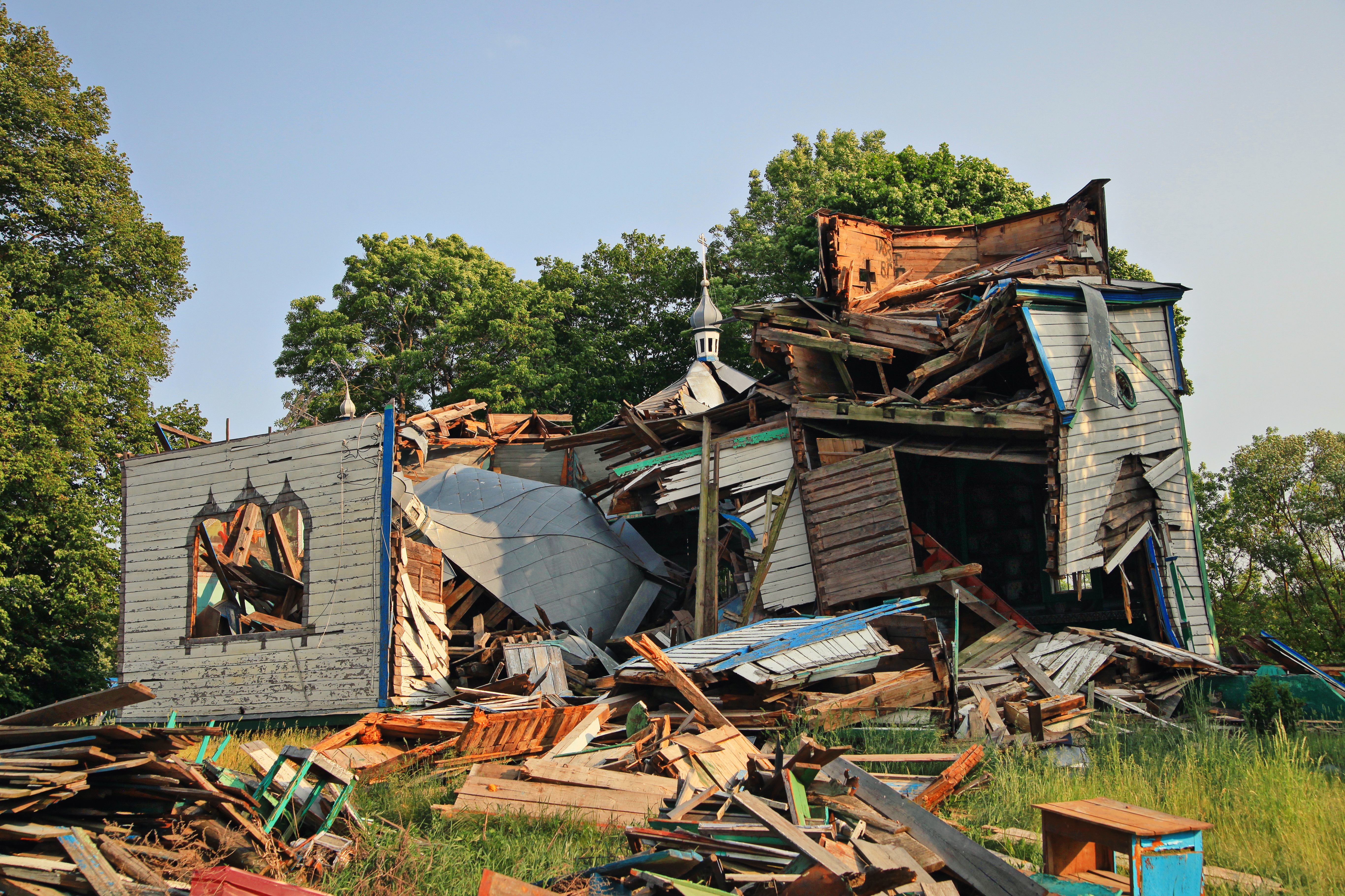
Ruiny zabytkowej drewnianej Cerkwi Narodzenia Najświętszej Marii Panny w Wiazówce
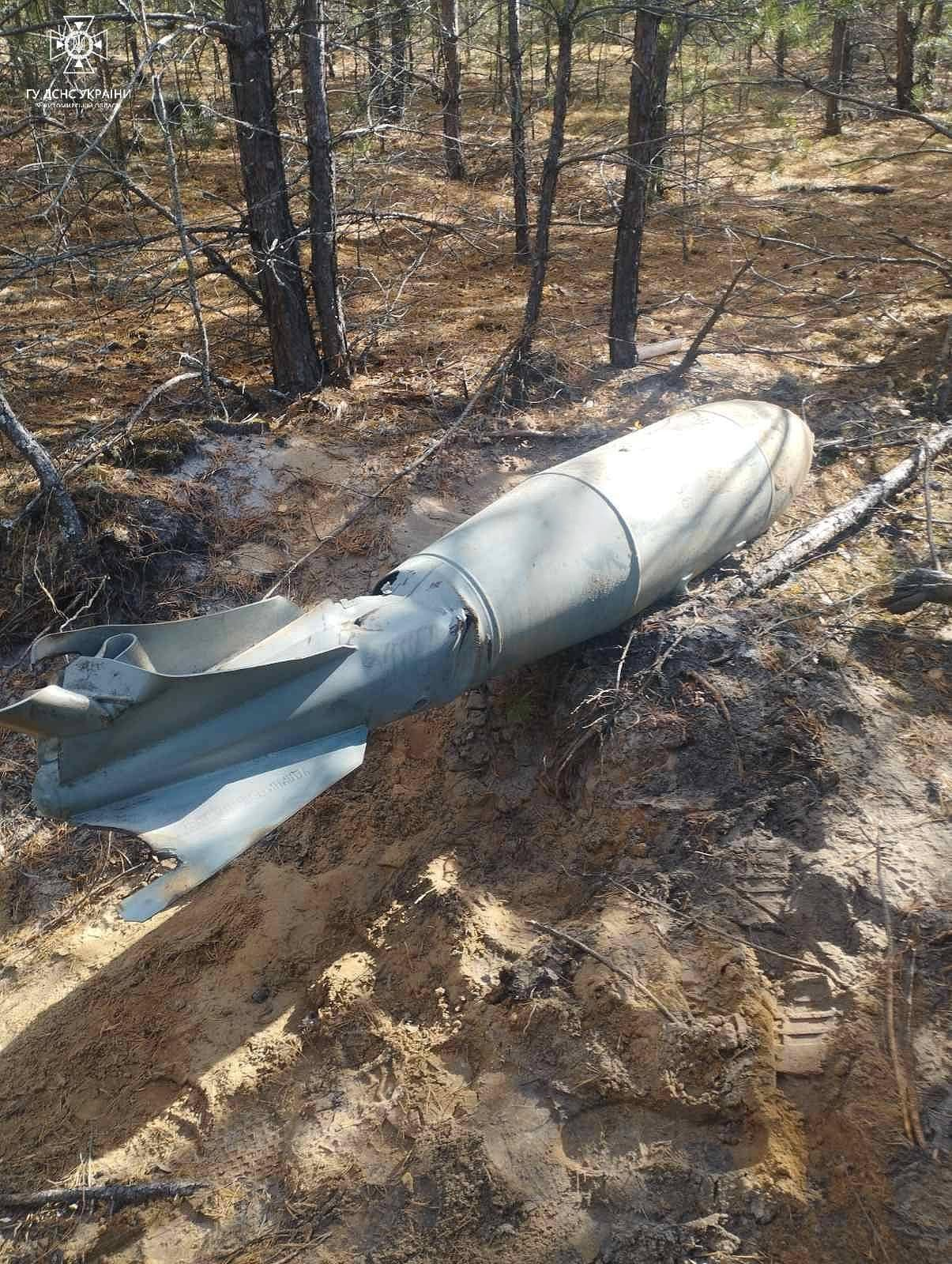
Niewybuch lotniczej bomby burzącej FAB-500 znaleziony 17 października 2023 roku w pobliżu opuszczonej wsi Waśkiwci

## Po wyzwoleniu

### Kontynuacja ostrzałów
Pomimo zakończenia okupacji, armia rosyjska kontynuuje regularny ostrzał obwodu żytomierskiego. Najczęściej ataki przeprowadzane są z terytorium Białorusi. 21 maja 2022 roku strona rosyjska poinformowała o zniszczeniu rakietą Kalibr dużej partii broni i sprzętu wojskowego dostarczanych z krajów europejskich na stacji kolejowej Malin.
23 maja doszło do ostrzału rakietowego na Malin i Korosteń, w wyniku którego uszkodzonych zostało około 150 budynków mieszkalnych, zginęła jedna osoba, a cztery zostały ranne. 9 czerwca doszło do ataku na Nowogród Wołyński. 25 czerwca ukraińska obrona przeciwlotnicza zestrzeliła 10 rakiet nad obwodem żytomierskim. 16 sierpnia doszło do ataku na lotnisko wojskowe w obwodzie żytomierskim. W wyniku ataków jesienią 2022 roku na terenie obwodu żytomierskiego doszło do zniszczeń obiektów infrastruktury cywilnej.

### Odbudowa
W pomoc dla obwodu żytomierskiego w czasie częściowej okupacji oraz po wyzwoleniu zaangażowało się kilka europejskich państw. W sierpniu 2022 roku ogłoszono, że przedszkole w przygranicznym mieście Owrucz stanie się pierwszą tego rodzaju placówką na Ukrainie odrestaurowaną dzięki pieniądzom obcego rządu – Estonii. W grudniu 2022 roku Tallinn wysłał także 20 autobusów i generatorów dla obwodu żytomierskiego. W styczniu 2023 roku rządy Islandii i Portugalii również podjęły decyzję o udziale w odbudowie placówek edukacyjnych w regionie.
Na początku rosyjskiej inwazji na Ukrainę pomocy dla regionu udzieliła także Polska. Do 8 marca 2022 roku do Płocka, będącego miastem partnerskim Żytomierza, przybyło 300 uchodźców z tego miasta. Ponadto władze i mieszkańcy Płocka organizowali zbiórki pomocowe i wysyłali wsparcie humanitarne. 3 maja 2022 roku, w Święto Narodowe Trzeciego Maja, mer Żytomierza Serhij Suchomłyn i radni Żytomierskiej Rady Miejskiej podziękowali za pomoc dla miasta przekazaną przez Polskę, w szczególności przez Gdynię oraz miasta partnerskie Bytom i Płock.
Pomoc dla obwodu żytomierskiego jest kontynuowana także w późniejszych latach wojny. W lutym 2024 roku władze Płocka wraz z lokalną fundacją przekazały wsparcie humanitarne dla Żytomierskiego Obwodowego Związku Polaków na Ukrainie. Obwód żytomierski jest największym skupiskiem mniejszości polskiej na Ukrainie.